# Puymangou
Puymangou is een plaats en voormalige gemeente in het Franse departement Dordogne in de regio Nouvelle-Aquitaine en telt 93 inwoners (2009). De plaats maakt deel uit van het arrondissement Périgueux.

## Geschiedenis
Puymangou is op 1 januari 2016 gefuseerd met de gemeente Saint-Aulaye tot de gemeente Saint Aulaye-Puymangou. 

## Geografie
De oppervlakte van Puymangou bedraagt 11,0 km², de bevolkingsdichtheid is dus 8,5 inwoners per km².
De onderstaande kaart toont de ligging van Puymangou met de belangrijkste infrastructuur en aangrenzende gemeenten.

## Demografie
Onderstaande figuur toont het verloop van het inwonertal.